# Onconotus servillei
Onconotus servillei é uma espécie de insecto da família Tettigoniidae.
Pode ser encontrada nos seguintes países: Hungria e Roménia.